# Ugo Camozzo
Ugo Camozzo (* 28. November 1892 in Mailand, Königreich Italien; † 7. Juli 1977 in Padua) war ein italienischer Bischof.
Camozzo war der Sohn von Giuseppe und Elisa Pitta.
Camozzo wurde am 29. Mai 1915 zum Priester für das Patriarchat von Venedig geweiht. Papst Pius XI. ernannte ihn am 17. August 1938 zum Bischof von Rijeka, das zu jener Zeit zum Königreich Italien gehörte. Adeodato Giovanni Piazza, Patriarch von Venedig, weihte ihn am 21. September 1938 zum Bischof. Mitkonsekratoren waren Giovanni Jeremich, Weihbischof in Venedig, und Antonio Santin, Bischof von Triest und Capodistria. Nach dem Zweiten Weltkrieg übernahm Jugoslawien die Kontrolle über die Stadt Rijeka und Camozzo musste wie alle Italiener die Stadt verlassen.
Papst Pius XII. ernannte ihn am 13. Januar 1948 zum Erzbischof von Pisa. Papst Paul VI. nahm am 22. September 1970 dessen Rücktritt an und ernannte ihn zum Titularerzbischof pro hac vice von Hirina.
Camozzo nahm an allen vier Sitzungsperioden des Zweiten Vatikanischen Konzils als Konzilvater teil.